# Jan Bo Petersen
Jan Bo Petersen (ur. 28 lipca 1970 w Næstved) – duński kolarz torowy i szosowy, brązowy medalista olimpijski oraz pięciokrotny medalista torowych mistrzostw świata.

## Kariera
Pierwszy sukces w karierze Jan Bo Petersen osiągnął w 1989 roku, kiedy został mistrzem kraju w drużynowym wyścigu na dochodzenie. Już rok później wywalczył brązowy medal w wyścigu punktowym na mistrzostwach świata w Maebashi, ulegając jedynie Stephenowi McGlede'owi z Australii i Szwajcarowi Bruno Risiemu. Na tych samych mistrzostwach trzeci był również w indywidualnym wyścigu na dochodzenie, za Niemcami Jensem Lehmannem i Michaelem Glöcknerem. W 1992 roku wspólnie z Kenem Frostem, Jimmim Madsenem, Klausem Kynde Nielsenem i Michaelem Sandstødem zdobył brązowy medal w drużynowym wyścigu na dochodzenie podczas igrzysk olimpijskich w Barcelonie. W tej samej konkurencji razem z Madsenem, Sandstødem, Nielsenem i Larsem Otto Olsenem zajął również trzecie miejsce na mistrzostwach świata w Hamar w 1993 roku. Ostatni medal zdobył podczas mistrzostw świata w Palermo w 1994 roku, gdzie w wyścigu punktowym był drugi, przegrywając tylko z Bruno Risim. Duńczyk wziął także udział w rozgrywanych dwa lata później igrzyskach olimpijskich w Atlancie, rywalizację w wyścigu punktowym kończąc na osiemnastej pozycji.